# McDonald's Burnie International 2 2007
Il McDonald's Burnie International 2 2007 è stato un torneo di tennis facente parte della categoria ATP Challenger Series nell'ambito dell'ATP Challenger Series 2007. Il torneo si è giocato a Burnie in Australia dal 3 al 9 dicembre 2007 su campi in cemento.

## Vincitori

### Singolare
Alun Jones ha battuto in finale  Rameez Junaid con il punteggio di 6–0, 6–1

### Doppio
Samuel Groth /  Joseph Sirianni hanno battuto in finale  Nima Roshan /  Jose Statham con il punteggio di 6–3, 1–6, [10-4]